# Бернхард Келерман
Бернхард Келерман (на немски: Bernhard Kellermann) е германски белетрист, пътеписец, есеист.

## Биография и творчество
Бернхард Келерман е роден във Фюрт в семейството на чиновник.
Първоначално следва в Мюнхенския технически университет, а след това изучава германистика и живопис. Предприема продължителни пътувания из Европа, Америка и [[Азия.
Бернхард Келерман започва литературния си път с иимпресионистични романи, изпълнени с лирични природоописания в стила на неоромантизма, сред които се открояват „Йестер и Ли“ (1904), „Ингеборг“ (1906), „Глупецът“ (1909) и „Морето“ (1910). В романа „Тунелът“ (1913), донесъл му сензационен световен успех и преведен на 25 езика, писателят обвързва една техническа утопия – прокопаването на трансатлантически тунел – с остра критика на съвременното му устремено към безогледни печалби общество.
През Първата световна война Келерман става кореспондент на вестник „Берлинер тагеблат“ и публикува редица военни репортажи. През 1920 г. излиза големият му роман „Девети ноември“, в който описва хаоса и безизходицата в годините на войната, като изтъква вината на немската военщина и изобличава националното чувство за превъзходство. Следват популярните романи „Братя Шеленберг“ (1925) и „Град Анатол“ (1932).

## Националсоциализъм
През 1933 г. Бернхард Келерман е бойкотиран от националсоциалистите и е изключен от Пруската литературна академия, а романът му „Девети ноември“ е забранен и публично изгарян. Писателят не емигрира.
След Втората световна война става съосновател на Немската академия на изкуствата. В прочутия му следвоенен роман „Мъртвешки танц“ (1948) са обрисувани съпротивата и поражението на обикновения немски гражданин по време на нацистката диктатура.

## Влияние
Малко преди смъртта си Бернхард Келерман призовава писателите от двете германски държави да се застъпят за провеждането на общогермански преговори.